# São Joaquim de Bicas
São Joaquim de Bicas is een gemeente in de Braziliaanse deelstaat Minas Gerais. De gemeente telt 23.462 inwoners (schatting 2009).

## Aangrenzende gemeenten
De gemeente grenst aan Betim, Brumadinho, Igarapé en Mário Campos.